# 유준열
유준열(1963년 12월 8일 ~ )은 대한민국의 가수, 작사가, 작곡가이다.

## 이력
- 1983년 MBC 대학가요제에서 박경찬과 듀엣으로 참가, 《망부가(박경찬 작사/유준열 작곡, 편곡)》라는 곡으로 본선 진출.
- 1988년 포크 록 음악 그룹 동물원에 원년 멤버로 참여하여 현재까지 활동중. (동물원 4집 앨범에는 자작곡을 발표하지 않고 코러스만 참가함)
- 1993년~1994년 우리동네사람들 앨범에 참가.
- 일찍이 1988년 이후로는 전업 가수의 이미지를 표방치 않았던 그는 1991년 이후 자신이 근무한 신한과학(주)에서 2010(주)신한과학 옵틱스 대표로 근무함.

## 학력
- 리라국민학교 졸업
- 동북중학교 졸업
- 영동고등학교 졸업
- 고려대학교 물리학과 학사
- 고려대학교 대학원 핵물리학과 이학석사